# Harrison and Tyler
Pat Harrison (nacida en 1935) y Robin Tyler (nacida el 8 de abril de 1942) fueron un dúo de comedia feminista, conocido como el primer grupo de comedia feminista y lesbiana. Se unieron durante la década de 1970, actuaron en lugares pequeños como universidades y utilizaron la comedia como herramienta para burlarse de un sistema que oprimía a las lesbianas, las mujeres y los miembros de la comunidad LGBT. En 1970-1971, actuaron en el Boston College, donde conocieron a Maxine Feldman. Feldman se unió a Harrison y Tyler en su gira nacional, actuando en universidades de todo el país y en una penitenciaría para mujeres, el Instituto para Mujeres de California. Harrison y Tyler siguieron recorriendo campus universitarios en todo Estados Unidos durante años, llevando su particular estilo de humor punzante, perspicaz y decididamente gay a los estudiantes, mientras luchaban activamente por la igualdad de derechos para las mujeres y las personas LGBTQ. En octubre de 1975, se encontraron con manifestantes cuando actuaron durante una de las primeras celebraciones del Orgullo Gay de la Universidad Estatal de California en Long Beach. Tyler, en su personaje de "Reverendo Ripoff", hizo una crítica mordaz de la cultura de la violación, que fue respondida por manifestantes que llevaban carteles que decían: "No seas un bicho raro, sé un cristiano normal". Esta fue la primera gira universitaria nacional de un equipo de comedia lésbica.
La American Broadcasting Company fichó a Harrison y Tyler para crear un programa de variedades. Desafortunadamente, pero no llegaron a firmar el contrato. Después, el dúo comenzó a hacer apariciones en Krofft Comedy Hour y en muchas manifestaciones feministas y por los derechos de las personas homosexuales. Durante una manifestación, pidieron más becas deportivas para mujeres después de correr hacia el campo en un partido de fútbol entre los Raiders y los Rams. En 1972, Harrison y Tyler produjeron "Angry Atthis" de Maxine Feldman y comenzaron a producir sus propios álbumes de comedia, Try It, You'll Like It (1972) y Wonder Women (1973). En un artículo de 2022 sobre los primeros días de las mujeres en la comedia, Tyler explicó el humor que ella y Harrison desplegaron. “El humor es el medio más agresivo que existe”, dijo. “La única forma en que a las mujeres se les permitió ser agresivas es cuando lo volvieron contra sí mismas. Entonces tienes a Phyllis Diller y Joan Rivers diciendo: 'No soy lo suficientemente bonita'” [...] “porque eso es lo que tenían que hacer para ganarse la vida”. Harrison y Tyler utilizaron muy eficazmente esta táctica a su favor, ya que pudieron darle la vuelta a su audiencia, revelando la misoginia que estaba incrustada en gran parte de la escena de la comedia en ese momento.
Cuando en 1977, Tyler y Harrison se enfrentaron a la cruzada anti-gay Anita Bryant como parte de su espectáculo televisivo, Tyler comentó con humor: "No me importa que nazcan de nuevo, pero ¿tienen que volver como ellos mismos?". ABC canceló rápidamente su contrato televisivo.
En 1978, Tyler y Harrison se separaron como grupo de comedia, aunque no como pareja. Robin Tyler se convirtió en la primera cómica lesbiana y en una líder destacada del movimiento por el matrimonio igualitario y los derechos LGBTQIA+.

## Obra
- Try It, You'll Like It (1972)
- Wonder Women (1973).